# Grisel-Syndrom
Das Grisel-Syndrom bezeichnet eine Subluxation der Halswirbelsäule im Atlantoaxialgelenk aufgrund einer schmerzbedingten Schonhaltung auf der Grundlage einer Entzündung im Hals-Nasen-Rachen-Bereich.
Synonyme sind Watson-Jones-Krankheit und Torticollis atlantoepistrophealis. 
Die Bezeichnung geht auf den Erstbeschreiber, den französischen Chirurgen Pierre Grisel (1869–1959) zurück.

## Ursache
Das Grisel-Syndrom kann posttraumatisch, im Rahmen von rheumatischen Erkrankungen, nach Weichteilentzündungen im Nasen-Rachen-Raum wie Mandelentzündung, aber auch nach Operationen im Hals- und Kopfbereich (wie Entfernung der Mandeln oder der Rachenmandeln, Mastoidektomie) auftreten.

## Klinische Erscheinungen
Klinische Kriterien sind:
- Starke Nackenschmerzen
- Schiefhaltung des Kopfes
- Verschiebung des Atlas zur Seite mit Subluxation

## Untersuchungsmethoden
Die Diagnose kann im Röntgenbild vermutet werden, die genauere Darstellung einschließlich der Ursache erfolgt mittels Kernspintomographie.

## Differentialdiagnose
Abzugrenzen ist ein Schiefhals anderer Ursache:
- Kongenitaler muskulärer Schiefhals
- Klippel-Feil-Syndrom
- Torticollis bei einseitiger Schwerhörigkeit oder Störung des Gleichgewichtsorgans
- muskulär aufgrund von Verspannungen

## Therapie
In der Regel ist eine konservative Behandlung ausreichend, bei Abszessen erfolgt die operative Revision.
Eine frühzeitige Diagnose und Behandlung ist entscheidend, um das Risiko schwerer Folgeerscheinungen zu vermeiden.